# Милош Стаменкович
Ми́лош Стаме́нкович (серб. Miloš Stamenković / Милош Стаменковић, нар. 1 червня 1990, Белград) — сербський футболіст, центральний захисник казахстанського клубу «Акжайик (Уральськ).

## Клубна кар'єра
Народився 1 червня 1990 року в місті Белград. Вихованець футбольних шкіл «Земун», «Црвена Звезда» та «Раднички» (Белград) .
З 2010 року виступав у складі команди «Пролетер» (Новий Сад), граючи в Першій лізі. Наступний сезон розпочав в команді «Младеновац» з того ж дивізіону, проте на початку 2012 року перейшов у клуб «Борча», з яким дебютував у сербській Суперлізі, провівши до кінця сезону 2012/13 24 матчі в елітному дивізіоні країни.
Влітку 2013 року перейшов до вірменського «Арарата» (Єреван), де провів наступний сезон, після чого перейшов у «Ширак», де провів ще два роки. Більшість часу, проведеного у складі команди з Ґюмрі, був основним гравцем команди і за цей час взяв участь 48 матчах, з яких 42 — у Вищій лізі, 2 — в розіграші Кубку Вірменії і 4 — в Лізі Європи. На рахунку Милоша 3 забиті м'ячі.
У червні 2016 року підписав контракт за схемою «2+1» з кам'янською «Сталлю», проте провів в команді лише один сезон, зігравши за кам'янчан 33 матчі і забивши 1 гол.
В червні 2017 року підписав контракт з павлодарським «Іртишем». Дебютував у складі нового клубу в матчі відбіркового раунду Ліги Європи проти болгарського «Дунава», вийшовши на заміну замість Ісмаеля Фофана на 60-й хвилині. Всього за півтора роки Стаменкович відіграв 39 поєдинків, забивши 4 м'ячі і виконавши 1 асист у Прем'єр-лізі і 14 грудня 2018 року покинув «Іртиш»..
З початку 2019 року серб став виступати за бельгійський клуб «Уніон Сент-Жілуаз», який посів третє місце у другому за значущістю чемпіонаті країни 2018/19, після чого повернувся у «Іртиш», провівши за команду ще 18 ігор у чемпіонаті.
У вересні 2020 року підписав контракт з новачком української Прем'єр-ліги «Рухом» (Львів)

## Досягнення
- Срібний призер чемпіонату Вірменії (1): 2015/16